# Harry Potter and the Prisoner of Azkaban (игра)
Гарри Поттер и узник Азкабана — третья игра про Гарри Поттера, основанная на романе Дж. К. Роулинг «Гарри Поттер и узник Азкабана» и вышедшая одновременно с релизом одноимённого фильма.

## Игровой процесс

Гарри сражается с дементорами при помощи заклинания Экспекто Патронум.

Игра очень похожа на своих предшественников, таких как: философский камень и Тайная комната компании Know Wonder. Игрок путешествует по замку Хогвартс и окрестностям, собирает бонусы, посещает уроки преподавателей, изучая новые заклинания.

## Отличия версии
В отличие от предыдущих частей игровой серии имеются следующие ключевые особенности:
- В некоторых отведённых местах управление передаётся друзьям Гарри — Рону Уизли или Гермионе Грейнджер, также у каждого игрового персонажа имеются свои уникальные заклинания.
- Гарри, Рон и Гермиона могут одновременно воздействовать каким-либо заклинанием на один и тот же предмет (его можно узнать по трём нарисованным на объекте рунам заклинания). Для этого нужно удерживать кнопку активации заклинания, пока другие не присоединятся, но эта особенность работает только на некоторых специальных местах.

Существует 3 различных версии игры: для ПК, GBA и PS2/Gamecube/Xbox. Для каждой целевой платформы игра кардинально отличается стилем и геймплеем. Ближе всего к сюжету книги находится версия игры для GBA, дальше всего — для ПК.

### Версия для персонального компьютера (ПК)
- Обучение состоит из уроков и экзаменов, во время которых нужно найти определённое количество щитов.
- Заклинание «Флипендо» в версии для ПК было переименовано в «Депульсо». Символ заклинания «Риктусемпра» стал обозначать заклинание «Депульсо», тогда как «Риктусемпра» приобрело новый символ (узорчатый ромб).
- Нет мини-игры по квиддичу; эпизод с квиддичем показан только как видеоролик.
- Однако, в отличие от других игр по мотивом вселенной Гарри Поттера, в данной части игры можно летать от лица маленьких драконов во время прохождения уроков, играя за Гермиону, а также по сюжету игры от лица Гарри придётся управлять гиппогрифом, проходя урок и выполняя сюжетный квест.

### Для консолей
- Игровой процесс для консолей кардинально отличается от игры на персональном компьютере. Здесь она представляет собой квест, в котором нужно выполнять определённые задания ключевых персонажей и играть в разнообразные мини-игры. То есть процесс напоминает предыдущие игры для консолей 5-го и 6-го поколений.

### ДляGame Boy Advance(GBA)
- Версия Game Boy Advance и Game Boy Color является RPG-игрой, напоминающая больше GBC-версии двух предыдущих игр, а не версий GBA от предыдущих двух. Геймплей напоминает геймплей серии игр — Final Fantasy[уточнить].

## Создание игры

### Озвучивание
В оригинале (на английском языке) героев игры озвучили:
- Стивен Фрай — Рассказчик
- Том Аттенборо — Гарри Поттер
- Грегг Чиллин —  Рон Уизли
- Харпер Маршалл — Гермиона Грейнджер
- Льюис Маклауд — Драко Малфой, Фред и Джордж Уизли
- Гэри Фэрхолл — Невилл Долгопупс
- Бен Маклауд — Седрик Диггори
- Бенджамин Стоун — Альбус Дамблдор
- Ева Капф — Минерва МакГонагалл
- Джонатан Кидд — Рубеус Хагрид
- Аллан Кордюнер — Северус Снегг, Филиус Флитвик
- Джейми Гловер — Римус Люпин
- Дэвид Робб — Сириус Блэк
- Том Гудман-Хилл — Питер Петтигрю
- Крис Лэнг — Сэр Кэдоган
- Крис Кросби — Пивз

## Критика
| Сводный рейтинг    | Сводный рейтинг | Сводный рейтинг | Сводный рейтинг | Сводный рейтинг | Сводный рейтинг |
| Издание            | Оценка          | Оценка          | Оценка          | Оценка          | Оценка          |
| Издание            | GBA             | GC              | PC              | PS2             | Xbox            |
| ------------------ | --------------- | --------------- | --------------- | --------------- | --------------- |
| GameRankings       | 69,58 %         | 69,74 %         | 68,52 %         | 72,59 %         | 68,39 %         |
| Metacritic         | 69/100          | 67/100          | 67/100          | 70/100          | 67/100          |
| Иноязычные издания |                 |                 |                 |                 |                 |
| Издание            | Оценка          | Оценка          | Оценка          | Оценка          | Оценка          |
| Издание            | GBA             | GC              | PC              | PS2             | Xbox            |
| EGM                | N/A             | N/A             | N/A             | 6,5/10          | N/A             |
| Famitsu            | 27/40           | 30/40           | N/A             | 30/40           | N/A             |
| Game Informer      | 8/10            | N/A             | N/A             | 6,5/10          | N/A             |
| GamePro            | [ 15 ]          | [ 15 ]          | [ 15 ]          | [ 15 ]          | [ 15 ]          |
| GameRevolution     | N/A             | C               | C               | N/A             | C               |
| GameSpot           | 7,5/10          | N/A             | 7/10            | 7,2/10          | 7/10            |
| GameSpy            | N/A             | N/A             | N/A             | [ 23 ]          | [ 24 ]          |
| GameZone           | 7,5/10          | N/A             | 6,5/10          | 9/10            | 6,8/10          |
| IGN                | 6,5/10          | 6/10            | 6/10            | 6,2/10          | 6,1/10          |
| Nintendo Power     | 4,4/5           | 3,9/5           | N/A             | N/A             | N/A             |
| OPM                | N/A             | N/A             | N/A             | [ 36 ]          | N/A             |
| OXM                | N/A             | N/A             | N/A             | N/A             | 7/10            |
| PC Gamer (US)      | N/A             | N/A             | 72 %            | N/A             | N/A             |

Игра получила в основном положительные отзывы:
- GameRankings дал ей оценку 68,52 % для ПК-версии[3], 69,58 % для версии Game Boy Advance, 68,39 % для версии Xbox[5], 69,74 % для версия GameCube и 72,59 % для версии PlayStation 2[4].
- Metacritic дал ей оценку 67 из 100 для ПК, GameCube и Xbox версии, 69 из 100 для версии GBA и 70 из 100 для PS2 версии.

The Times дал игре оценку четыре звезды из пяти и заявил, что «игра остаётся верной духу книги, но, пожалуй, слишком линейна и предсказуема. Некоторые сцены выглядят не совсем правильно — размеры персонажей явно не вяжутся с шириной хогвартского экспресса. Но это быстро перевешивают потрясающие визуальные эффекты в дальнейших уровнях».